# أمين عسكر
أمين عسكر (بالبوكمول: Amin Askar) هو لاعب كرة قدم نرويجي في مركز الوسط، ولد في 1 أكتوبر 1985 في مقديشو في الصومال. شارك مع منتخب النرويج تحت 18 سنة لكرة القدم ومنتخب النرويج تحت 19 سنة لكرة القدم ومنتخب إثيوبيا لكرة القدم. أما مع النوادي، فقد لعب مع شانلي أورفا سبور ونادي بران ونادي ساربسبورغ 08 ونادي فريدريكستاد.

## وصلات خارجية
- أمين عسكر على موقع اتحاد النرويج (النرويجية)
- أمين عسكر على موقع اتحاد تركيا (لاعب) (الإنجليزية)
- أمين عسكر على موقع قاعدة بيانات كرة القدم.إي يو (الإنجليزية)
- أمين عسكر على موقع Soccerway.com (الإنجليزية)